# Tubificoides
Tubificoides — рід малощетинкових червів (Oligochaeta) родини Naididae.
Деякі види роду поширені у всьому світі, в той час як інші є ендеміками невеликих територій. Більшість видів евгалинні (тобто віддають перевагу солоності від 30 до 35 ‰), інші терпимі до коливань солоності або віддають перевагу олігохалинним умовам (0.5-5 ‰), багато з них обирають органічно забруднений осад і осад, багатий на сульфіди. Представників цього роду можна знайти у більшості прибережних або глибоководних мулових осадках, принаймні, в північні півкулі; деякі види мають надзвичайно велику чисельність. 

## Види
Згідно бази даних «WoRMS» до роду входить 59 видів. За даними «Європейського реєстру морських видів» (англ. European Register of Marine Species) 17 видів з даного списку поширені в Європі.